# Cyprideidae
De Cyprideidae zijn een familie van uitgestorven kreeftachtigen uit de klasse van de Ostracoda (mosselkreeftjes).

## Geslachten
- Bisulcocypridea Sohn, 1969 †
- Cypridea Bosquet, 1852 †
- Mongolocypris Szczechura, 1978 †
- Paracypridea Swain, 1946 †
- Praecypridea Sames, Whatley & Schudack, 2010 †